# 2006年中国大陆
| 中国历史 / 中国历史年表 |
| 世紀： 20世纪中国 / 21世纪中国 / 22世纪中国 |
| 年代： 1970年代中国大陆 / 1980年代中国大陆 / 1990年代中国大陆 / 2000年代中国大陆 / 2010年代中国大陆 / 2020年代中国大陆 / 2030年代中国大陆                     |
| 年份： 2002年中国大陆 / 2003年中国大陆 / 2004年中国大陆 / 2005年中国大陆 / 2006年中国大陆 / 2007年中国大陆 / 2008年中国大陆 / 2009年中国大陆 / 2010年中国大陆 |
| 纪年： 丙戌年（狗年）、中华人民共和国成立57周年 |

本条目介绍2006年在中国大陆发生的事件。

## 大事记

### 1月
- 1月1日，中国政府网正式开通。
- 1月1日，中国农业税正式废止。
- 1月26日，Google推出中国版网站Google.cn

### 5月
- 5月25日，中华人民共和国国务院公布第六批全国重点文物保护单位，共1080处，另有106处与现有全国重点文物保护单位合并的项目[1]。

### 6月
- 6月3日，安徽广德6·3空难，一架隶属中国人民解放军空军的空警-200预警机在执行任务途中失事坠毁，机上包括机组人员在内的40人全部罹难。

### 7月
- 7月1日，青藏铁路全线通车。
- 7月11日，刘翔在瑞士洛桑以12秒88打破了110米跨栏世界纪录。

### 11月
- 11月15日，山西省焦家寨煤矿发生矿难，造成47人死亡、2人受伤，直接经济损失1213.03万元。